# L'Amour et l'Occident
L'Amour et l'Occident est le magnum opus de l'écrivain suisse Denis de Rougemont. Publiée en 1939 pour la première fois, L'Amour et l'Occident a été traduite dans plusieurs langues.

## Histoire de publication
De Rougemont déclare : « J'ai vécu avec ce livre toute mon adolescence et ma jeunesse ». Il couche ses idées sur papier deux ans avant sa publication, puis assemble tout en quatre mois. Le livre est publié le 18 octobre en 1939 à Paris.
Le livre est édité aux États-Unis par Princeton University Press.
Une réédition est préparée en 1989, chez France Loisirs, augmentée d'une préface de Philippe Sollers. La famille s'opposant à la publication de la préface, l'ouvrage dut être retiré de la vente.

## Contenu
L'auteur analyse le concept stendhalien d'amour-passion comme un phénomène historique. Partant du mythe de Tristan et Iseult, où il voit le modèle de la conception de l'amour-passion en Occident, Rougemont déconstruit le mythe de la passion amoureuse en tant qu'exaltation, non sans répercussions sur le monde politique. La finalité de l'amour courtois, c'est la passion, qui est plus présente que jamais au XXe siècle.
Analysant le comportement de Tristan et Iseult, l'auteur souligne un besoin plus profond que celui de leur bonheur. Leur histoire est une histoire de sacrifices. On peut dire qu'ils ne manquent pas une occasion de se séparer. Quand il n'y a pas d'obstacles, ils en inventent : l'épée nue, le mariage de Tristan. Le véritable sujet de la légende, selon l'auteur, est la séparation des amants au nom de la passion et par amour de l'amour même qui les tourmente, pour l'exalter, le transfigurer au détriment de leur bonheur et de leur vie. Leur amour est un amour où « ce que les amants aiment est l'amour et le fait même d'aimer », où la séparation des amants est causée par leur propre passion et par l'amour qu'ils ont pour leur passion plutôt que pour sa satisfaction, un amour qui crée et recrée son propre obstacle. Mais cet obstacle délibéré n'est rien d'autre qu'un cheminement vers la mort. Sans le savoir, les amants n'ont jamais désiré, malgré eux, que la mort. Au plus secret de leur cœur se blottissait la volonté de mort, « la passion active de la Nuit », qui leur dictait ses funestes décisions. Résumé : « La victoire de la passion sur le désir. Triomphe de la mort sur la vie ». 
Le mythe de Tristan et Iseut serait la plus forte expression de la conception occidentale de l'amour, qui elle-même descendrait des mouvements culturels, religieux et spirituels des antiquités romaines, grecques et perses. La passion amoureuse serait ainsi une construction symbolique forgée par les élites au XIIe et XIIIe siècles afin de s’émanciper du carcan moral de plus en plus contraignant de l’Église. 
Une perspective platonicienne,, L’Amour et l’Occident doit avant tout se comprendre comme la narration du combat entre deux types d’amours, et plus précisément deux manières de vivre, symbolisés par Éros et Agapè,. L’auteur engage à la fois une revue historique et un parti pris en faveur de l’agapè chrétien.
L'ouvrage est également une réflexion sur le rapport entre la passion et la langue. De Rougemont conclut que la littérature « a donné sa langue à la passion ».

## Réception
L'Amour et l'Occident a connu un succès incontestable de même que les thèses que l'auteur y expose. Il est par exemple cité par Paul Veyne. Il est considéré comme un « classique » de la littérature comparée et de l'histoire des idées,.
La thèse centrale de l’œuvre fait par la suite l'objet de débats académiques.